# 游騎兵8號
游騎兵8號的設計是為了以拋射的軌道抵達月球，並在撞擊前的最後幾分鐘飛行時間內傳送回高解析的月球表面影像。這艘太空船攜帶了6架電視光導攝像管，2架是廣角（F頻道，A和B攝影機），4架是窄視野（P頻道）來完成這些目標。這些攝影機分成兩組，各自有獨立的電源、計時器和傳輸設備，以最大的可能來獲得高品質的電視影像，每個頻道的影像都由獨立的管道傳送。沒有其它的實驗設備備安裝在這艘太空船上。

## 太空船設計
游騎兵6號、7號、8號、和9號都是屬於游騎兵計畫模組3形式的太空船。這些太空船有一個直徑1.5米的六角形基座，在上面有推進器和動力系統，還有一座截去尖端以安放電視攝影機的圓錐形塔。兩個翼狀的太陽能板，每個寬379毫米、長1,537毫米，由基做相對的兩側向外擴展，跨度為4.6米，一個定向的高增益碟形天線被安裝在基座上遠離太陽能板的一個角上。一個圓柱狀的準靜態無定向天線被安置在錐形塔的頂端。太空船整體的高度是3.6米。
在中途修正與校正航向的推進器推力以肼為燃料，推力為224牛頓，由4片噴流葉片進行向量控制。三軸的定位指向和姿態控制以12個氮氣噴嘴與3個陀螺儀耦合。4個主要的太陽感測器、2個備用的太陽感測器射器，和一個地球感測器。動力由在兩片太陽能板上，陣列面積為2.3平方米的9,792個太陽電池供應，產生的動力為200瓦。兩個功率為1200瓦-小時，電壓26.5伏特的銀鋅-氧電池可以單獨提供分離的通信與電視攝影機的機組運作9小時，兩個1千瓦-小時的銀鋅氧蓄電池儲存太空船運作所需要的電力。
通訊可以經由準靜態無定向的低增益天線和拋物面的高增益天線。太空船的傳輸器包括電視頻道F的959.52MHz，功率為60瓦；和電視頻道P的960.05 MHz，功率也是60瓦；還有頻道8的960.58 MHz，功率3瓦的傳輸器。電訊設備將照像圖片的訊號轉換為視訊的RF訊號後，由太空船的高增益天線依序傳送。足夠的視頻頻寬使窄視野和廣角的電視圖片影像都可以快速的傳送。

## 任務簡介
阿特拉斯 250D和愛琴娜B-6009助推器在發射時名義上是執行將愛琴娜和游騎兵8號送入高度185公里的地球泊車軌道。發射14分鐘後，愛琴娜再度點燃90秒鐘，將太空船送入轉移至月球的拋射軌道，並且在幾分鐘之後游騎兵即與愛琴娜分離。游騎兵的太陽能板開始啟動，姿態控制開始運作，太空船的信號傳輸也在21:30 UT從無定向天線切換至高增益天線。在2月18日，距離地球160,000公里時，進行了計劃中的中途修正，包括重新定位和讓火箭再點燃59秒。在重新啟動27分鐘後，太空船的電力發生嚴重的匱乏，所以失去了對所有遙測頻道的鎖定。這種狀況斷斷續續的發生，直到火箭再度點燃，此時電力才恢復正常。遙測的丟失對任務並沒有嚴重的影響，只是在到達月球之前，計畫中的終端機指令，以讓照相機攝取月球表面更廣大區域的指令被取消。

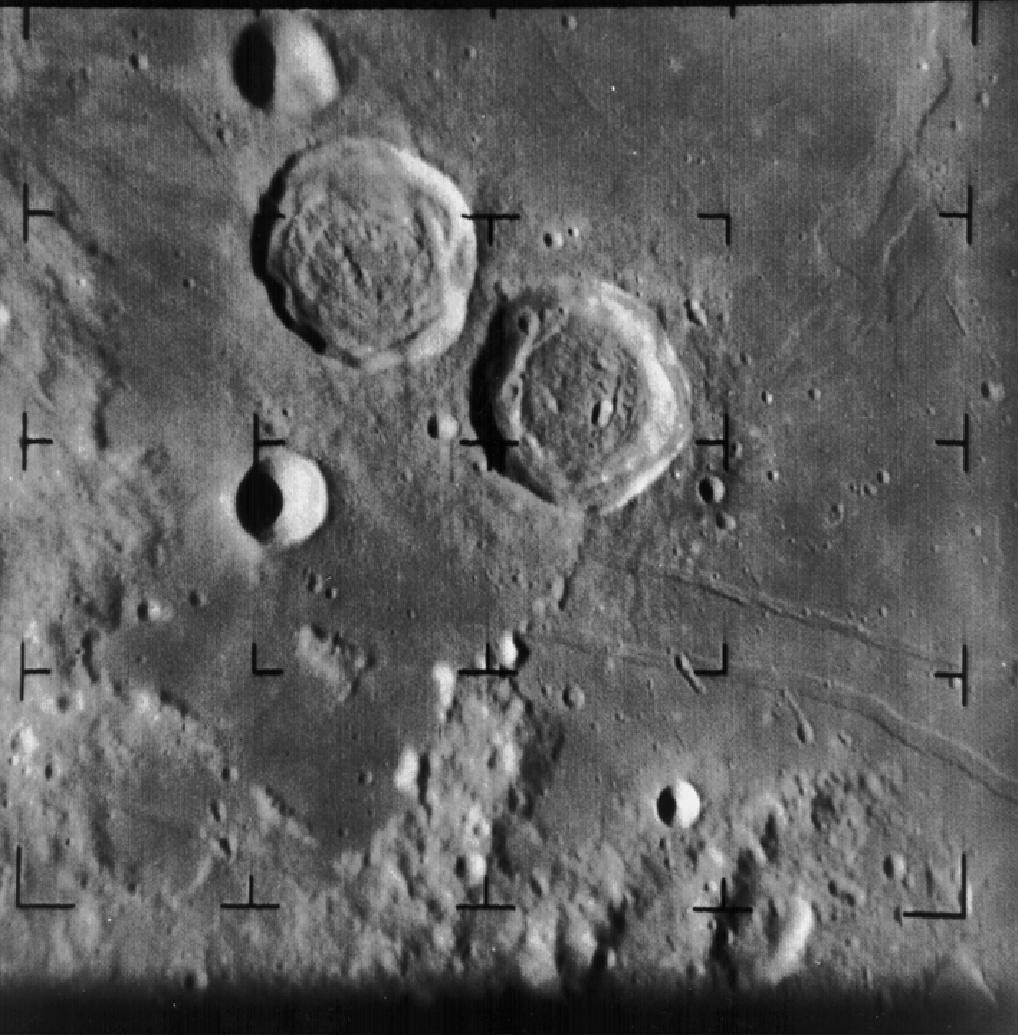
游騎兵8號拍攝到的月球表面影像，顯示出Ritter和薩拜恩坑。

游騎兵8號在1965年2月20日抵達月球，第一張影像在9:34:32 UT，高度2,510公里處拍攝，在最後23分鐘的飛行中傳送回了7,137張高品質的照片，碰撞前傳回的最後一張照片的解析度達到1.5米。太空船直接以和月球赤道成-13.6度的雙曲線軌跡漸近線和月球表面遭遇，軌道平面對月球赤道的傾角是16.5度。在飛行了64.9小時之後，在1965年2月20日09:57:36.756 UT撞擊在月球表面的寧靜海，位置大約是北緯2.67度，東經24.65度（依據游騎兵8號最初的報告，位置大約是北緯2.72度，東經24.61度），撞擊速度低於2.68公里/秒。太空船的性能完美無缺。

## 外部連結
- 游騎兵8號的影像 （页面存档备份，存于）
- 撞擊月球：游騎兵計畫的歷史 (PDF) 1977年 （页面存档备份，存于）(英文)